# Đông Cứu
Đông Cứu là một xã thuộc tỉnh Bắc Ninh, Việt Nam.

## Địa lý
Xã Đông Cứu có vị trí địa lý:
- Phía đông giáp xã Đại Lai
- Phía tây giáp phường Mão Điền
- Phía nam giáp xã Gia Bình
- Phía bắc giáp phường Bồng Lai và xã Chi Lăng.

Xã Đông Cứu có diện tích 20,39 km², dân số 28.528 người, mật độ dân số đạt 1.399 người/km².

## Lịch sử
Ngày 16 tháng 6 năm 2025, Ủy ban Thường vụ Quốc hội ban hành Nghị quyết số 1658/NQ-UBTVQH15 của UBTVQH về việc sắp xếp các đơn vị hành chính cấp xã của tỉnh Bắc Ninh năm 2025. Theo đó, sắp xếp toàn bộ diện tích tự nhiên, quy mô dân số của các xã Giang Sơn, Lãng Ngâm và Đông Cứu thành xã mới có tên gọi là xã Đông Cứu.